# Бессолов, Владимир Асланбекович
Влади́мир Асланбе́кович Бессо́лов (28 мая 1939, Донской, Тульская область — 14 мая 2011, Москва) — начальник специализированного управления строительства «Бамтоннельстрой», Бурятский участок БАМа. Герой социалистического труда (1990).

## Биография
Родился 28 мая 1939 года в городе Донской Тульской области в семье шахтёра. Осетин. Отец — Аслан-Бек Темболович Бессолов — организатор и руководитель добычи бурого угля в Московском угольном бассейне, Герой Социалистического Труда. 
В 1961 году окончил Московский горный институт (сейчас – Горный институт НИТУ «МИСиС»).
В 1961—1976 годах работал на строительстве Московского метрополитена, где прошёл путь от начальника смены до главного инженера строительно-монтажного управления № 3. При непосредственном участии или под руководством В. А. Бессолова были сооружены станции «Щёлковская», «Проспект Мира», «Первомайская», «Каширская», «Текстильщики», «Сходненская», «Ботанический сад».
С 1976 года — главный инженер, а с 1980 года — начальник управления строительства Бамтоннельстроя.
Автор ряда крупных инженерно-технических революционных для отечественного тоннелестроения решений и разработок. Организатор строительства Байкальского, Кодарского, Нагорного, четырёх Мысовых и двух обходных железнодорожных тоннелей, многих объектов за пределами БАМа. 
Под его руководством была пройдена и сооружена большая часть самого сложного в инженерно-геологическом отношении Северомуйского тоннеля. На стройку в подразделения принимали преимущественно метростроителей и шахтёров, имеющих опыт горного строительства. Однако В. А. Бессоловым было принято решение брать на работу новичков и готовить их на месте, но с одним условием — они должны теоретически и практически освоить горную технику, приобрести несколько смежных профессий. Для этого по его инициативе сначала был создан учебный пункт на базе УС «Бамтоннельстрой», а затем — филиал Московской технической школы. За весь период деятельности Бамтоннельстроя на Бурятском участке БАМа прошли профессиональную подготовку и обучение с получением смежных профессий более 10,5 тысяч человек.
Указом Президента СССР от 10 августа 1990 года за большой вклад в сооружение Байкало-Амурской железнодорожной магистрали, обеспечение ввода в постоянную эксплуатацию на всём её протяжении и проявленный трудовой героизм Бессолову Владимиру Асланбековичу присвоено звание Героя Социалистического Труда с вручением ему ордена Ленина и золотой медали «Серп и Молот».
С 1990 года — начальник Главтоннельметростроя. Московский период жизни отмечен возведением таких сложных объектов, как подземная железнодорожная станция «Аэропорт Внуково» и Лефортовский тоннель. В. А. Бессолов внёс свой вклад также в строительство объектов Московской кольцевой автодороги и Третьего транспортного кольца столицы.
Умер 14 мая 2011 года. Похоронен в Москве на Введенском кладбище (1 уч.).

## Признание, награды
- Заслуженный строитель РСФСР
- Почётный транспортный строитель
- Почётный строитель России
- Лауреат Государственной премии Совета Министров СССР
- Орден Ленина
- Два ордена Трудового Красного Знамени
- Орден Дружбы.

## Память
В июне 2012 года Северомуйскому тоннелю присвоено имя В. А. Бессолова.